# Handskdammen
Handskdammen är en sjö i Nyköpings kommun i Södermanland och ingår i Kilaåns huvudavrinningsområde. Sjön är 7,5 meter djup, har en yta på 0,0728 kvadratkilometer och är belägen 79,3 meter över havet.

## Delavrinningsområde
Handskdammen ingår i det delavrinningsområde (651124-153661) som SMHI kallar för Utloppet av Handskdammen. Medelhöjden är 87 meter över havet och ytan är 0,34 kvadratkilometer. Det finns inga avrinningsområden uppströms utan avrinningsområdet är högsta punkten. Vattendraget som avvattnar avrinningsområdet har biflödesordning 3, vilket innebär att vattnet flödar genom totalt 3 vattendrag innan det når havet efter 44 kilometer. Avrinningsområdet består mestadels av skog (76 procent). Avrinningsområdet har 0,07 kvadratkilometer vattenytor vilket ger det en sjöprocent på 20,7 procent.